# Павле Бранович
Павле Бранович (на сръбски: Павле Брановић) е сръбски княз от династията Властимирович, управлявал през 917-921 година.
Той е син на Бран Мутимирович и внук на княз Мутимир. Поставен е на трона през 917 година от българския цар Симеон I на мястото на братовчед му Петър Гойникович, който се съюзява с Източната Римска империя. През 921 година Павле на свой ред е сменен от Симеон по подобни причини с братовчед му Захария Прибиславлевич.